# Mêda
Mêda ist eine Stadt (Cidade) und ein Kreis (Concelho) im Distrikt Guarda in Portugal mit 1986 Einwohnern (Stand 30. Juni 2011).

## Geschichte
Felsmalereien und Grabfunde belegen eine menschliche Besiedlung des Gebietes seit der Altsteinzeit. Auch die Römer hinterließen zahlreiche Spuren. Nach ihnen ließen sich hier Sueben und Westgoten nieder, bis zum Einfall der Mauren. Bis zu ihrer Vertreibung 1065 waren die Araber hier ansässig. Mêda stand jedoch im weiteren Verlauf der Reconquista im Schatten strategisch bedeutenderer Orte wie Marialva oder Longroiva.
1519 erneuerte König Manuel I. vorherige Stadtrechte Mêdas. In den folgenden Epochen, insbesondere nach den Verwaltungsreformen nach der Liberalen Revolution in Portugal 1822, gewann der Kreis durch Eingemeindungen zunehmend an Bedeutung, und ehemals größere Orte wurden ihm nun unterstellt.
Am 26. Januar 2005 wurde Mêda vom Status einer Vila (Kleinstadt) zur Cidade (Stadt) erhoben.

## Kultur und Sehenswürdigkeiten
Wanderwege, Radwege, Thermalbäder, historische Orte und eine Vielzahl sakraler, öffentlicher und privater Baudenkmäler sind im Kreis zu finden.
Mit Marialva liegt hier eines der zwölf historischen Dörfer, den Aldeias Históricas de Portugal. Auch in anderen Ortschaften des Kreises hat insbesondere der Turismo rural in der Folge Aufschwung genommen.

## Verwaltung

### Kreis Mêda
Mêda ist Sitz eines gleichnamigen Kreises. Die Nachbarkreise sind (im Uhrzeigersinn im Norden beginnend): Vila Nova de Foz Côa, Pinhel, Trancoso sowie Penedono.
Mit der Gebietsreform im September 2013 wurden mehrere Gemeinden zu neuen Gemeinden zusammengefasst, sodass sich die Zahl der Gemeinden von zuvor 16 auf elf verringerte.
Die folgenden Gemeinden (freguesias) liegen im Kreis Meda: 

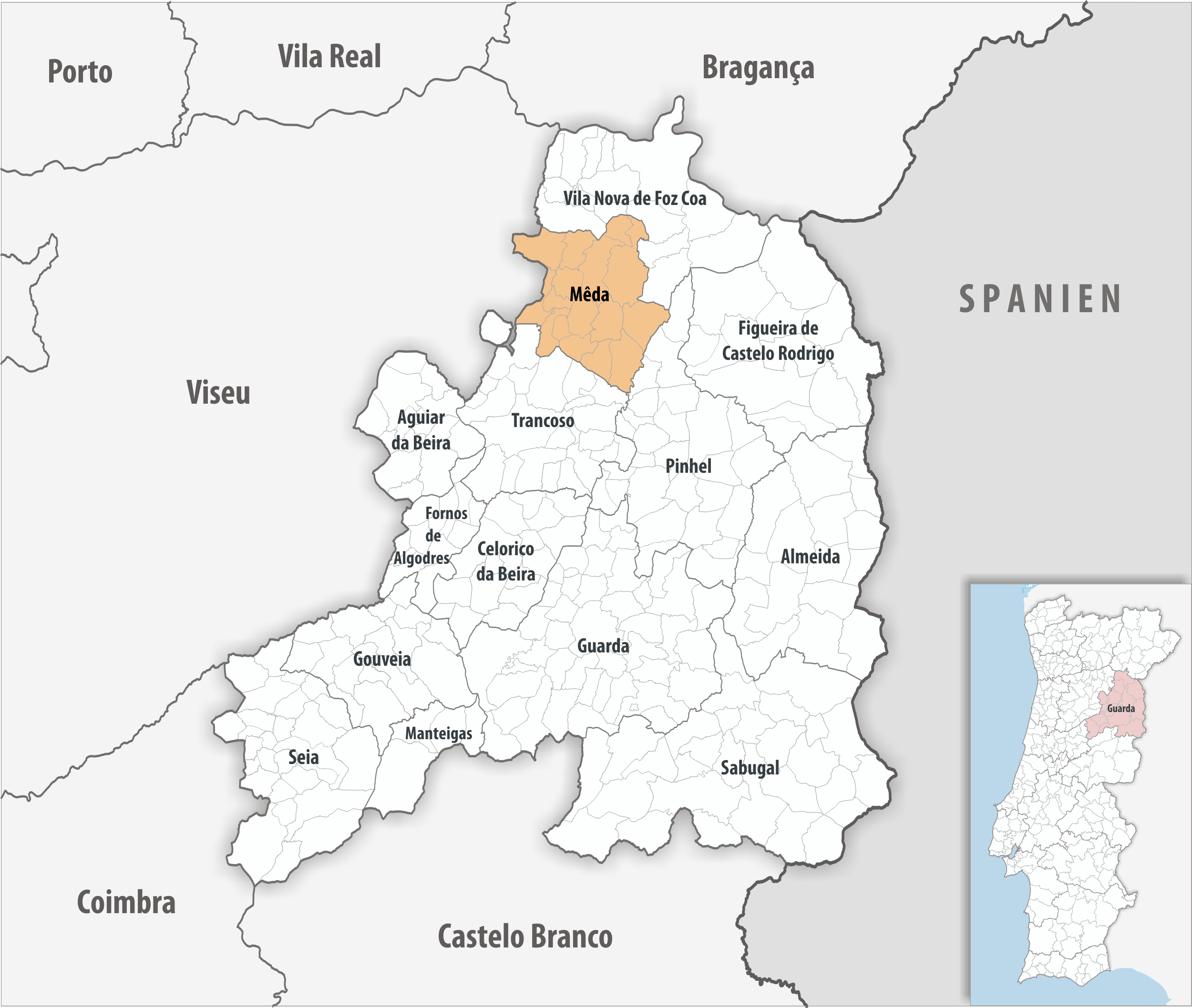
Kreis Mêda

| Gemeinde                             | Einwohner (2021) | Fläche km² | Dichte Einw./km² | LAU- Code |
| ------------------------------------ | ---------------- | ---------- | ---------------- | --------- |
| Aveloso                              | 184              | 7,46       | 25               | 090901    |
| Barreira                             | 165              | 25,73      | 6                | 090902    |
| Coriscada                            | 177              | 25,19      | 7                | 090905    |
| Longroiva                            | 218              | 41,28      | 5                | 090907    |
| Marialva                             | 177              | 19,21      | 9                | 090908    |
| Meda, Outeiro de Gatos e Fonte Longa | 2.399            | 50,95      | 47               | 090917    |
| Poço do Canto                        | 330              | 16,22      | 20               | 090912    |
| Prova e Casteição                    | 271              | 26,03      | 10               | 090918    |
| Rabaçal                              | 220              | 14,04      | 16               | 090914    |
| Ranhados                             | 234              | 25,32      | 9                | 090915    |
| Vale Flor, Carvalhal e Pai Penela    | 255              | 34,64      | 7                | 090919    |
| Kreis Mêda                           | 4.630            | 286,07     | 16               | 0909      |

### Bevölkerungsentwicklung
| Einwohnerzahl im Kreis Mêda (1801–2011) | Einwohnerzahl im Kreis Mêda (1801–2011) | Einwohnerzahl im Kreis Mêda (1801–2011) | Einwohnerzahl im Kreis Mêda (1801–2011) | Einwohnerzahl im Kreis Mêda (1801–2011) | Einwohnerzahl im Kreis Mêda (1801–2011) | Einwohnerzahl im Kreis Mêda (1801–2011) | Einwohnerzahl im Kreis Mêda (1801–2011) | Einwohnerzahl im Kreis Mêda (1801–2011) | Einwohnerzahl im Kreis Mêda (1801–2011) |
| --------------------------------------- | --------------------------------------- | --------------------------------------- | --------------------------------------- | --------------------------------------- | --------------------------------------- | --------------------------------------- | --------------------------------------- | --------------------------------------- | --------------------------------------- |
| 1801                                    | 1849                                    | 1900                                    | 1930                                    | 1960                                    | 1981                                    | 1991                                    | 2001                                    | 2011                                    |                                         |
| 753                                     | 5235                                    | 12.011                                  | 11.851                                  | 12.378                                  | 8964                                    | 7440                                    | 5926                                    | 5202                                    |                                         |

### Städtepartnerschaften
- Portugal: Cantanhede (seit 1996)[8]